# Julien Desjardins
Julien François Desjardins (* 27. Juli 1799 in Centre de Flacq, Mauritius; † 18. April 1840 in Paris, Frankreich) war ein französisch-mauritischer Zoologe.

## Leben
Von 1822 bis 1824 studierte Desjardins in Paris, wo er unter anderem Kurse bei Louis Jacques Thénard, Joseph Louis Gay-Lussac, Pierre André Latreille und René Desfontaines belegte. Er arbeitete zunächst als Bauingenieur, bevor er seine Leidenschaft für die Zoologie entdeckte.
Am 11. August 1829 gehörte Desjardins neben Charles Telfair, Jacques Delisse und Wenceslas Bojer zu den Gründungsmitgliedern der Société royale des Arts et des Sciences de l’île Maurice. Desjardins war der erste Sekretär dieser Gesellschaft und erster Herausgeber des jährlich erscheinenden Journals „Rapport annuel sur les travaux de la Société d’histoire naturelle de l’île Maurice“ bis er 1839 nach Frankreich zurückkehrte.
Desjardins’ zoologische Sammlungen, die er auf Mauritius zusammentrug, wurden zunächst im 1842 von Gouverneur William Maynard Gomm eingeweihten Museum Desjardins in Port Louis aufbewahrt. 1885 ging das Museum zusammen mit einer Bibliothek im Mauritius Institute auf.

## Mitgliedschaften
Als 1838 La Société Cuvierienne gegründet wird, war er eines der 140 Gründungsmitglieder der Gesellschaft.

## Dedikationsnamen
Félix Édouard Guérin-Méneville benannte die Käfertaxa Cryptamorpha desjardinsii und Trochoideus desjardinsi sowie die ausgestorbene Schmetterlingsart Euploea desjardinsii zu Ehren von Desjardins.